# Keru Lhakhang
| Tibetische Bezeichnung                            |
| ------------------------------------------------- |
| Tibetische Schrift: ཀེ་རུ་ལྷ་ཁང།                     |
| Wylie-Transliteration: ke ru lha khang            |
| Offizielle Transkription der VRCh: Gêrulhakang    |
| THDL-Transkription: Kerulhakhang                  |
| Andere Schreibweisen: Keru Lhakhang, Keru Lhakang |
| Chinesische Bezeichnung                           |
| Traditionell: 吉如拉康寺                          |
| Vereinfacht: 吉如拉康寺, 扎玛尔吉如拉康           |
| Pinyin:Jírú Lākāng Sì                             |

Der Keru Lhakhang (tibetisch: ཀེ་རུ་ལྷ་ཁང, Umschrift nach Wylie: ke ru lha khang; Gêrulhakang) ist ein Kloster der Nyingma-Tradition, der ältesten der vier großen Schulen des tibetischen Buddhismus. Es befindet sich in der Gemeinde Kerpa (tib.: sker pa  སྐེར་པ། / chin. 结巴乡 Jieba Xiang) im Kreis Nedong im Autonomen Gebiet Tibet der Volksrepublik China. Die ursprünglichen Bauten des Tempels datieren auf das 8. Jahrhundert, Erweiterungsbauten bis in die Zeit nach dem 16. Jahrhundert.
Der Keru Lhakhang steht seit 2001 auf der Liste der Denkmäler der Volksrepublik China (5-412).